# Distrikt Sacanche
Der Distrikt Sacanche liegt in der Provinz Huallaga in der Region San Martín in Nordzentral-Peru. Der Distrikt wurde am 20. Mai 1936 gegründet. Er besitzt eine Fläche von 162 km². Beim Zensus 2017 wurden 2476 Einwohner gezählt. Im Jahr 1993 lag die Einwohnerzahl bei 2840, im Jahr 2007 bei 2724. Sitz der Distriktverwaltung ist die etwa 290 m hoch gelegene Ortschaft Sacanche mit 1227 Einwohnern (Stand 2017). Sacanche befindet sich 17 km südsüdöstlich der Provinzhauptstadt Saposoa.

## Geographische Lage
Der Distrikt Sacanche liegt im äußersten Süden der Provinz Huallaga. Der Río Sacanche durchquert den Distrikt in östlicher Richtung und mündet in den Río Saposoa. Letzterer durchfließt auf seinem Unterlauf den Osten des Distrikts in überwiegend südöstlicher Richtung.
Der Distrikt Sacanche grenzt im Süden und im Westen an den Distrikt Juanjuí (Provinz Mariscal Cáceres), im Norden an die Distrikte Piscoyacu und El Eslabón sowie im Osten an den Distrikt Tingo de Saposoa.

## Ortschaften
Im Distrikt gibt es neben dem Hauptort folgende größere Ortschaften:
- La Unión (485 Einwohner)
- Víctor Raúl (206 Einwohner)